# Grã-Colômbia
Grande Colômbia ou Grã-Colômbia (pronúncia em espanhol:[ˈɡɾaŋ koˈlombja], Gran Colombia) é um extinto país sul-americano estabelecido em 1819 pelo congresso reunido na cidade de Angostura através da Lei Fundamental da República (ratificada posteriormente por sua reunião homóloga em Cucuta de 1821), pela união da Venezuela e Nova Granada em uma só nação sob o nome de República da Colômbia, ao que logo se aderiram o Panamá (1821 e 1822) e o Equador (1822). O termo Grã-Colômbia é empregado pela historiografia para distingui-la da atual República da Colômbia, cujo território era então conhecido como o Vice-Reino de Nova Granada.
Essa república existiu legalmente entre 1821 e 1831 e foi criada a partir da união das antigas entidades coloniais do Vice-Reino de Nova Granada, Capitania Geral da Venezuela, Província de Quito e Província Livre de Guayaquil. Seu território correspondia aos territórios das atuais repúblicas da Colômbia, Equador, Panamá e Venezuela (incluindo a Guiana Essequiba, uma reivindicação guiano-venezuelana); e outros territórios que se tornariam parte do Brasil, Peru e Nicarágua por acordos internacionais celebrados entre estes países e de repúblicas que surgiriam da dissolução da Grã-Colômbia.
Enquanto a Grã-Colômbia foi criada pela Lei Fundamental da República emitida durante o Congresso de Angostura (1819), o Estado como um resultado da união desses povos não foi possível até o Congresso de Cúcuta (1821), onde foi elaborada a Constituição com o qual foi implementado e regulamentado a sua criação, como a vida política e institucional do novo país.
O país foi dissolvido no final dos anos 1820 e início dos anos 1830, pelas grandes diferenças políticas que existiam entre partidários do federalismo e centralismo, bem como pelas tensões regionais entre os povos que fizeram a república.

## Origem do nome
O nome oficial do país na época era República da Colômbia. Os historiadores têm adotado o termo "Grã-Colômbia" para distinguir essa república da atual República da Colômbia, que começou a usar esse nome em 1863, embora muitos usassem Colômbia, confusões não ocorriam.
O nome "Colômbia" vem da versão espanhola do século XVIII, da palavra neolatina "Columbia", baseada no nome de Cristóvão Colombo (Cristoforo Colombo em italiano, Cristóbal Colón em espanhol, e Christopher Columbus em inglês). Foi o termo preferido do revolucionário Francisco de Miranda como uma referência ao Novo Mundo, especialmente a todos os territórios americanos e colônias sob o domínio espanhol. Ele usou, uma versão improvisada, como um adjetivo em quase grego do nome, "Colombeia", para dar significado a papéis e coisas "referentes a Colômbia", como o título de seu arquivo de suas atividades revolucionárias. Bolívar e outros revolucionários hispano-americanos também usaram a palavra "Colômbia" no sentido continental. A criação em 1819 de uma nação com o nome de "Colômbia" pelo Congresso de Angostura deu o prazo de uma referência geográfica e política específica.

## Antecedentes

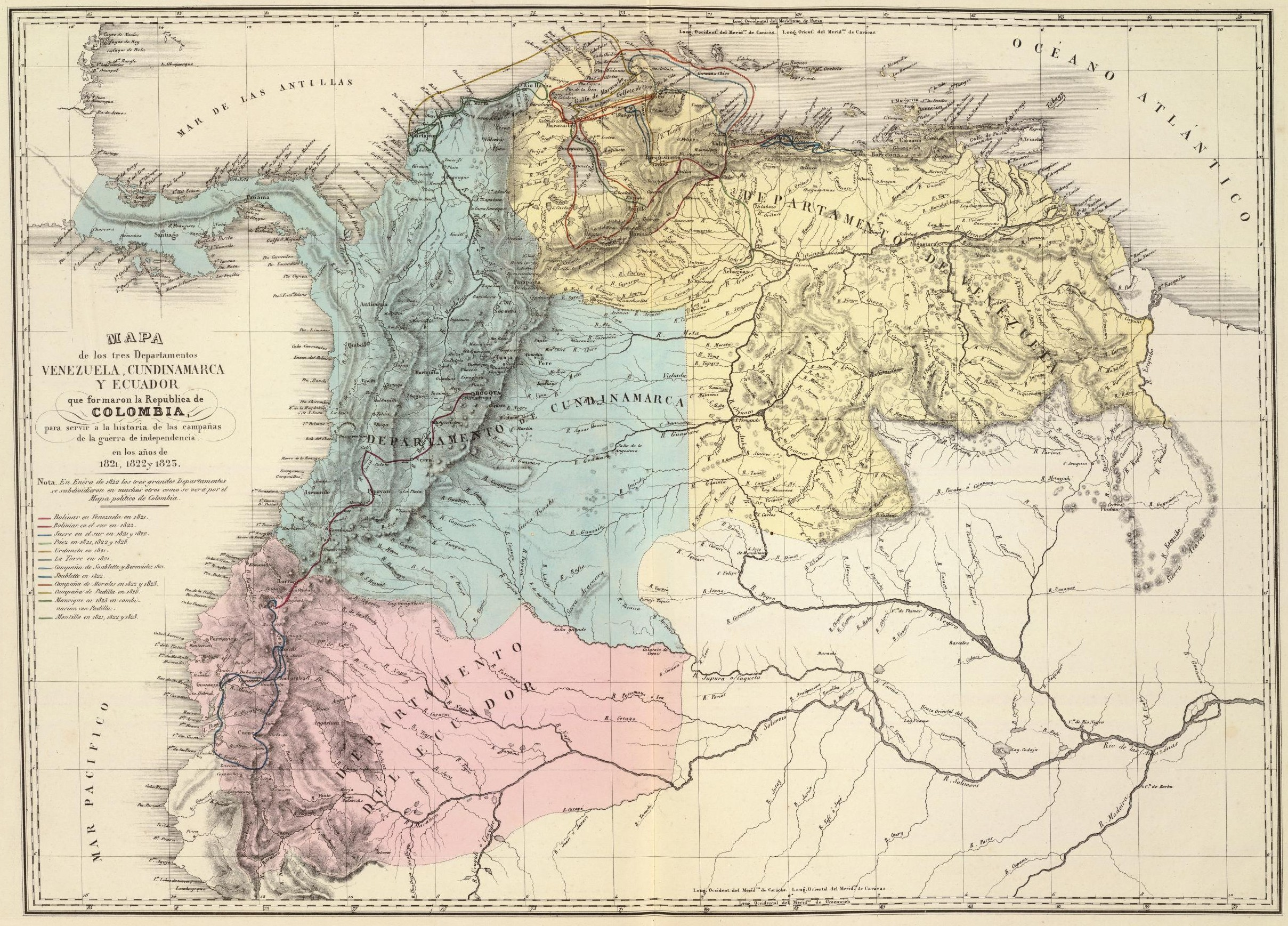
Mapa da Grã-Colômbia

Após o fracasso da Segunda República da Venezuela e de sua curta estadia em Nova Granada como comandante militar, Simón Bolívar foi obrigado a refletir sobre a causa dos fracassos anteriores, a situação internacional e como alcançar uma independência duradoura. Suas reflexões levaram-no à conclusão de que para alcançar a independência completa deveria derrotar por completo os espanhóis para realizar ações de prevenção de recaptura. Para este fim, os esforços dispersos e descoordenados de senhores da guerra regionais da América seriam unificados sob um único comando e garantiriam a independência contínua de uma grande e poderosa república que poderia desafiar as reivindicações de qualquer potência imperial, esse projeto foi inspirado na ideia de uma união continental que se estendia a partir do território da Nova Espanha para o sul do Chile, depois de se alcançar a independência.
A ideia de criar uma nação semelhante por Bolívar tinha um objetivo político muito mais amplo, que em última análise o motivou a agir de forma diferente do que das vezes anteriores. No contexto das Guerras de Independência da América Espanhola, as forças revolucionárias lideradas por Simón Bolívar lançaram as bases de um governo regular em uma convenção constitucional. Anteriormente, o governo havia sido militar altamente centralizado e poder executivo exercido pelo direto vício ou governadores, enquanto o presidente Simón Bolívar foi na campanha para libertar a Colômbia e a Guerra de Independência da Venezuela.

### Colômbia como projeto de Bolívar

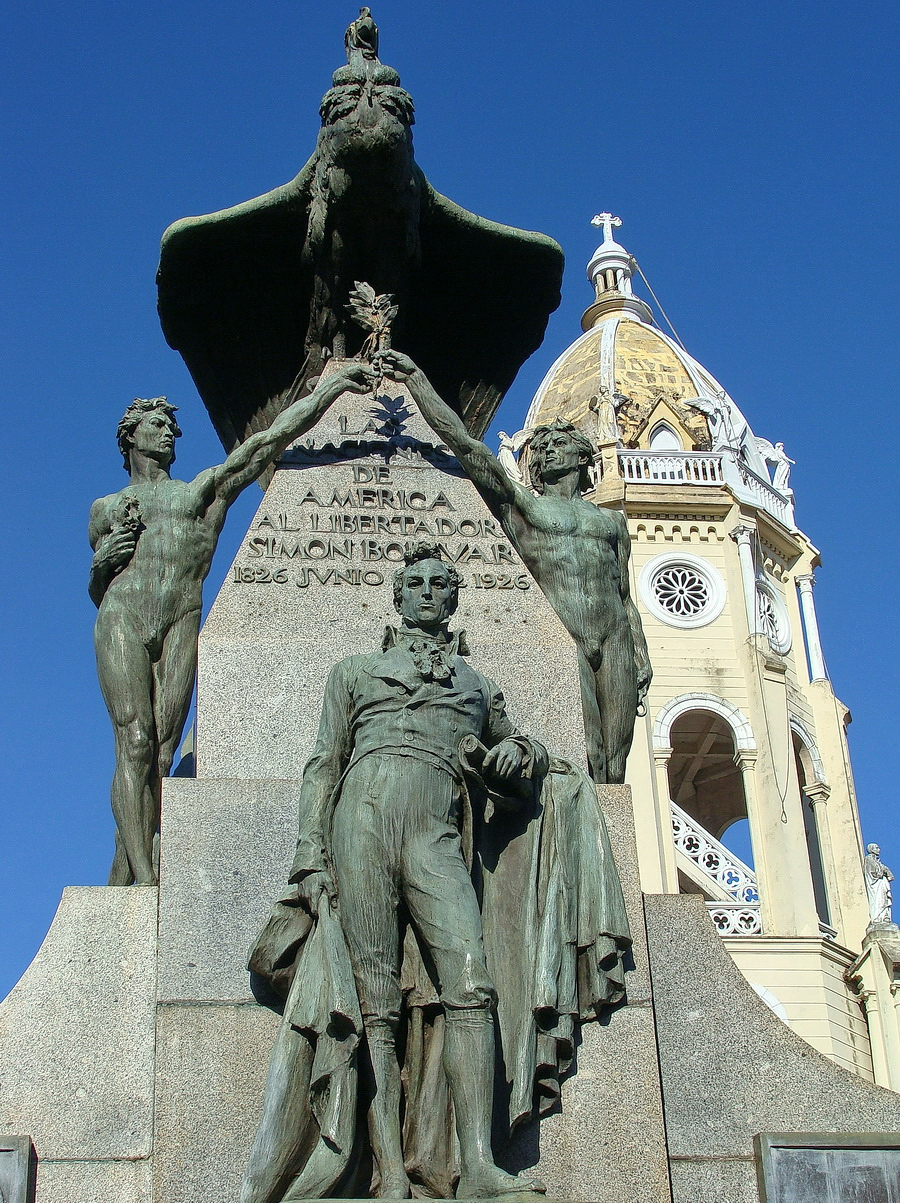
Monumento à Simón Bolívar na sede do Congresso Anfictiônico - Panamá.

O nome Colômbia é dado ao ideal de integração de toda a América do Sul, ao qual ansiava Bolívar. Já em 1815, na ilha de Jamaica, Bolívar havia exposto a ideia da Colômbia como um país que deveria se tornar realidade. Concluiu que para converter a Colômbia em uma nação viável, seria necessário criar um governo centralizado para poder coordenar as ações necessárias para proteger as fronteiras e reunir os diversos povos da América espanhola, como garantia de independência.
Embora o projeto da Colômbia como uma nação tenham sido idealizadas por Francisco de Miranda durante suas ações precursoras, foi Bolívar quem retomou o projeto em seus primeiros contatos com o percursor em Londres e foi quem se empenhou em levá-la a cabo, contra todas as adversidades, até a sua morte.
Para assegurar a liberdade da Colômbia, considerada vital para conseguir o quanto antes o controle sobre a Venezuela, para impedir que os espanhóis a usassem como um posto avançado no continente para suas campanhas de conquista, ele então decide levar a cabo esta tarefa como uma prioridade. Assim, ele desembarcou na Ilha de Margarita, em meados de 1816, resolvido a fazer do zero o reconhecimento de sua liderança e, após a obtenção de um sucesso inicial com o líder local Juan Bautista Arismendi, preparou a campanha para libertar o continente.
Conforme o tempo passava, Bolívar teve que lidar com personagens que haviam conquistado seu generalato através da ação, mas que acabariam aceitando o Comando Supremo de Bolívar como um mal necessário para derrotar os espanhóis até que, eventualmente, sua liderança tornou-se indiscutível.
A consolidação da liderança suprema facilitou o controle do Oriente venezuelano e a instalação de Bolívar em Angostura trouxe o inevitável e longo conflito com as forças expedicionárias do general espanhol Pablo Morillo e a organização dos mecanismos elementares para que o governo pudesse operar. Até então o Exército espanhol já estava muito cansado após uma longa campanha de reconquista realizada em toda a América e até mesmo o general Morillo, um comandante militar muito capaz que tentou por todos os meios aliviar a situação, não pode impedir que suas tropas tivesse um lento declínio devido à falta de recursos e reforços para cobrir as perdas que sofreram.
Já em 1818 a situação do Exército espanhol na Venezuela tornou-se insustentável e Morillo foi forçado a retirar algumas de suas forças de Nova Granada para tentar conter Bolívar. Até então, a situação política e militar era boa o suficiente para pensar sobre a organização de um Estado e foi assim que Bolívar instalou o Supremo Congresso da República em Angostura em 15 de fevereiro de 1819.

## Vantagens da União Americana
A Grã-Colômbia foi o primeiro passo para a unificação total de povos livres originalmente concebidos por Francisco de Miranda, que concebeu a criação de um único Estado sul-americano independente, que substituiria o conjunto de bens que fez o Império Espanhol nesta parte do hemisfério. Em outras palavras, a ideia de integração da América é inseparável no ideal de Miranda na independência das colônias hispano-americanas. Sobre este ponto, Miranda é também um precursor, embora muitas vezes o crédito dessa concepção é atribuída a outro responsável pela independência igualmente importante. Em julho de 1809, a independência das colônias americanas por Miranda tornou-se um fato inevitável e, portanto, chegou-se a hora de chamar um congresso de deputados de cidades e províncias da América para uma ideia que já estava dirigindo há muito tempo nos territórios americanos. Em nenhum lugar, em sua opinião, parecia mais apropriado o Panamá se reunir ao congresso. Dada a sua localização geográfica, o Istmo foi facilmente acessível para os americanos de todas as latitudes e encarnada, por assim dizer, a imagem da união entre o Norte e a América do Sul de língua espanhola. Pelo mesmo motivo, Miranda havia sugerido em seu plano de governo de 1801, que Colombo, a capital da Colômbia, foi construída sobre o Istmo do Panamá.
O projeto de Miranda não foi realizado, mas a ideia foi retomada por Bolívar, que, em 1815, na sua "Carta da Jamaica", sugere a reunião no Panamá, em um Congresso das repúblicas americanas independentes, que não seria realizado até 1826. Embora os objetivos deste Congresso convocado por Bolívar tendiam sim ao estabelecimento de parcerias entre as repúblicas independentes, e não a criação de uma única república como Miranda propunha, é claramente o último a quem se dá a autoria da ideia geral de uma união americana.

### Vantagens da União
1. A existência destes novos estados obteria novas garantias.
2. A ordem interna seria preservada entre os diversos Estados, e dentro de cada um deles.
3. Nenhum Estado seria mais fraco nem mais forte em relação aos outros.
4. A força de todos se uniria no auxílio de sofrer com inimigos externos ou facções anárquicas.
5. Um equilíbrio perfeito se estabeleceria nessa verdadeira "nova ordem americana".
6. O Novo Mundo se constituiria em nações independentes, ligadas por uma lei em comum que iria definir suas relações externas e lhes daria o poder em um estável congresso geral permanente.

## História
Em 1816, Simón Bolívar, com a ajuda dos generais Urdaneta, Piar, Páez, Mariño, Nariño, entre outros, obtêm uma série de vitórias sobre os monarquistas. Depois de libertar Guiana e Nova Granada, proclamou em 17 de dezembro de 1819, em Angostura (hoje Ciudad Bolívar) sua fundação. As últimas tropas realistas na Venezuela foram derrotadas na histórica Batalha de Carabobo em 24 de junho de 1821. Em 28 de novembro de 1821 se dá a Independência do Panamá e voluntariamente se une ao sonho de Bolívar assinado com a Espanha de um pacto de não agressão.
A resistência espanhola no continente terminou no Peru com a Batalha de Ayacucho, em 9 de dezembro de 1824, em que foi finalmente reconhecido como herói Antonio José de Sucre (1795-1830). Todo o poder espanhol no Vice-Reino de Nova Granada e Peru, caiu sob os golpes de três homens: Bolívar, Miranda e Sucre; morreram em diferentes circunstâncias: Bolívar em 17 de dezembro de 1830, em Santa Marta, na Colômbia; Francisco de Miranda na prisão de Quatro Torres, em Cádiz, em 1816; Antonio José de Sucre, morto em Berruecos, Nova Granada (agora Colômbia), em 4 de junho de 1830.
No entanto, devido a tensões regionais não conseguiu tomar a união política dos territórios do antigo vice-reino. A oposição ao governo de Bolívar foi geralmente secessionista. Em 1830 Venezuela e Equador declararam sua independência da República da Colômbia, sendo finalmente dissolvida a Grã-Colômbia em 1831, dando origem a três entidades estatais diferentes: Nova Granada, Equador e Venezuela. A secessão da Venezuela, foi liderado pelo general José Antonio Páez (1790-1875), que lutou sob o comando de Bolívar e teve, desde então, o controle virtual da parte venezuelana da república. Páez se tornou o primeiro presidente do novo estado venezuelano e o governou de forma intermitente até 1863. No Equador assumiu Juan José Flores. Reduzida a Nova Granada, presidida por Rafael Urdaneta que originalmente havia executado um golpe de estado pensando em devolver o poder a Bolívar, a Grã-Colômbia se dissolveu depois da queda de Urdaneta. Em Nova Granada foi escolhido como vice-presidente interino José María Obando, um ano mais tarde assumiu Francisco de Paula Santander como presidente e delineou a estrutura do novo Estado.
Na Venezuela, em 1835, um grupo de oficiais patriotas se levantaram contra o presidente José María Vargas, no que é conhecido como a Revolução das reformas, para exigir a restauração da Grã-Colômbia, reformas políticas e o fim do poder econômico da oligarquia, fortalecida com o comércio de importação e exportação. Eles obtiveram um triunfo efêmero, pois logo o poder foi retomado pelo general José Antonio Páez com o que se tornou a dissolução definitiva da Grã-Colômbia.
Projetos similares na América Latina foram a Confederação Peru-Boliviana e os República Federal dos Estados Unidos da América Central.

### Congressos de Angostura e de Cúcuta e a Convenção de Ocaña - Constituição de 1821

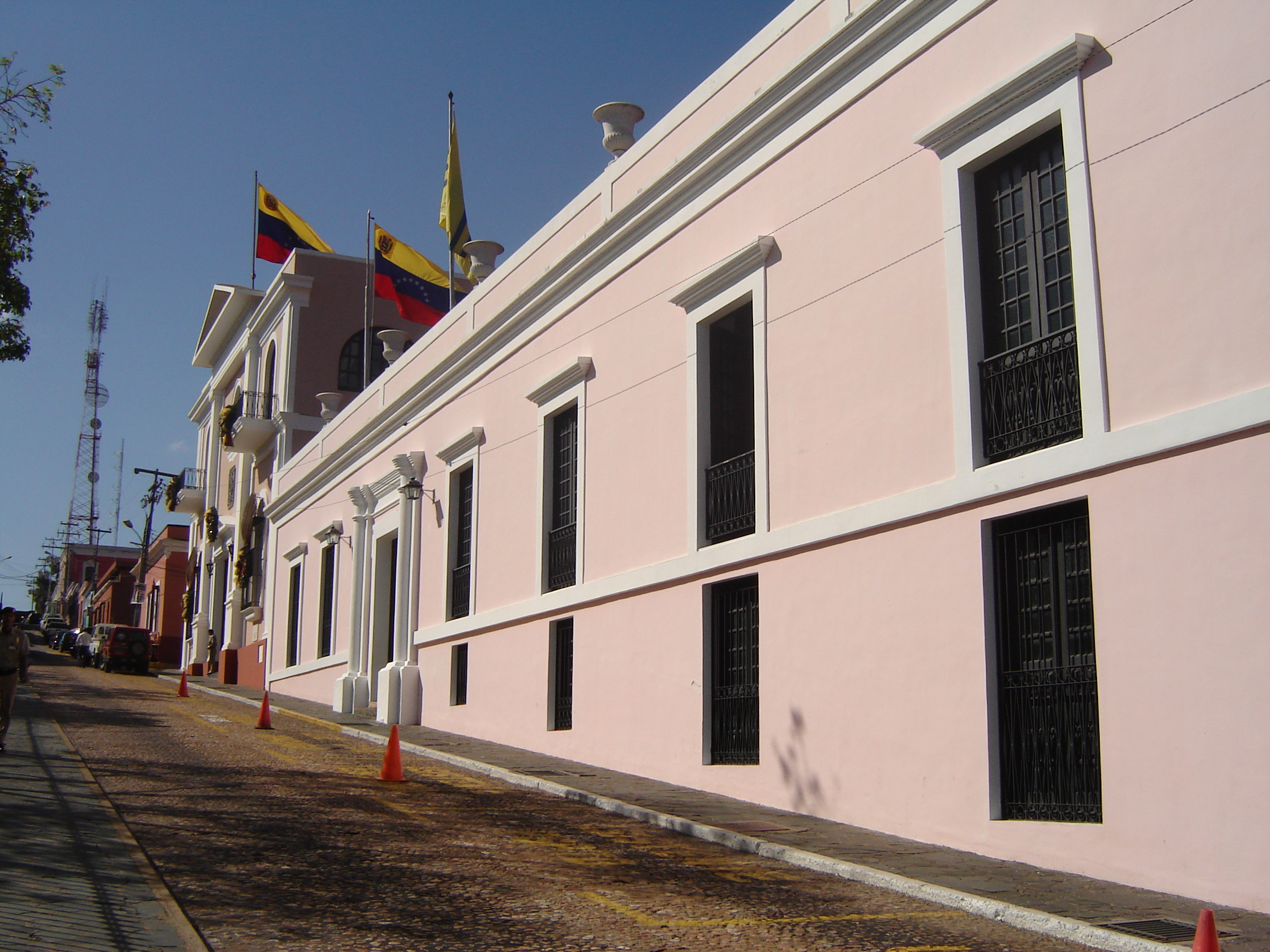
Casa del Congreso de Angostura, Ciudad Bolívar, Venezuela

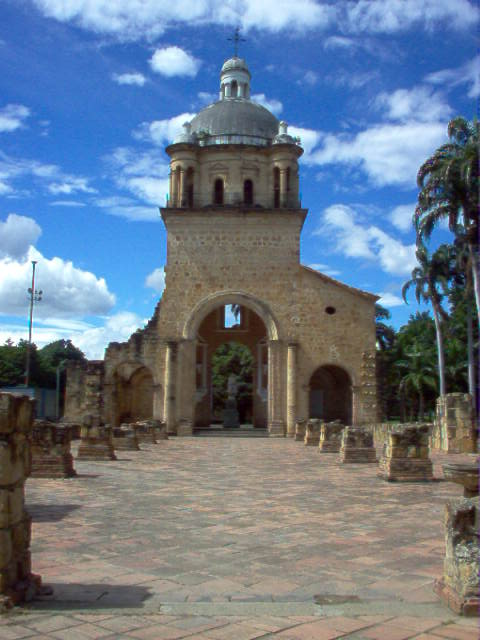
Templo Histórico de Cúcuta, onde ocorreu o Congreso de Cúcuta, em que se criou a Grã-Colômbia.

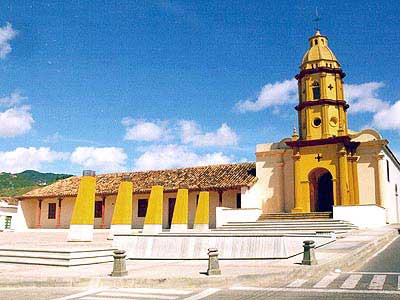
Complexo Histórico da Grande Convenção, onde ocorreu a Convenção de Ocaña, em 1828.

Em 1819, apesar de estar ainda sob controle espanhol, o impulso contínuo para a independência e espíritos constitucionais foram reavivados. Em 15 de fevereiro 1819, seis meses antes da Batalha de Boyacá, se reuniram representantes da Venezuela, Nova Granada (atual Colômbia) e Quito (atual Equador) em Angostura, Venezuela, onde se estabeleceram o Congresso de Angostura para trabalharem no desenvolvimento da Lei Fundamental da Colômbia (Constituição), no qual, por decreto, "as Repúblicas da Venezuela e Nova Granada neste dia estão combinadas em uma, sob o nome glorioso de República da Colômbia". Os representantes de Quito eram poucos, porque ela ainda se mantinha sob controle espanhol.
As decisões tomadas inicialmente foram:
- As Repúblicas da Venezuela e Nova Granada foram unidas sob o nome de República da Colômbia. Seu território compreendia os da antiga Capitania Geral da Venezuela e do Vice-Reino do Novo Reino de Granada.

A República da Colômbia se dividiria em três departamentos, Venezuela, Quito e Cundinamarca. As capitais desses departamentos seria, respectivamente, as cidades de Caracas, Quito e Bogotá.
- A Nova Granada foi renomeada Cundinamarca e sua capital Santa Fé renomeada de Bogotá. Seria também a cidade capital da República.
- Ela seria governada por um presidente. Haveria um vice-presidente que suplantaria o presidente em sua ausência. (Historicamente se costuma chamar a primeira República da Colômbia de "A Grã-Colômbia").
- Os governantes dos três Departamentos também se chamariam Vice-presidentes.
- O presidente e vice-presidente seriam eleito por voto indireto, mas para fins de entradas, o Congresso os elegeu da seguinte forma: Simón Bolívar como presidente da república e Francisco de Paula Santander como vice-presidente. Em agosto, Bolívar continuou sua tarefa libertadora, ele partiu para o Equador e Peru, deixando Santander no comando da presidência.
- Bolívar foi agraciado com o título de "Libertador" e estipulou que seu retrato estaria exposta na Câmara do Congresso com o lema "Bolívar, o libertador da Colômbia e pai da pátria".

Depois das batalhas do Pântano de Vargas e Boyacá, em 17 de dezembro de 1819, o Congresso de Angostura declarou formalmente estabelecida a República da Colômbia. A iniciativa de Simon Bolívar foi aprovada, embora esta versão não alcançou Pasto, Santa Marta nem ao Panamá.
Ao final das sessões, o Congresso concordou em se reunir novamente em Cúcuta, em janeiro de 1821, para a emissão da nova Constituição. Em 23 de março de 1820, foi libertado na Espanha Antonio Nariño, o Precursor. Depois de seis anos de cativeiro foi nomeado vice-presidente da Colômbia, em substituição de Juan Germán Roscio a pouco falecido e, como tal, instalou o Congresso de Cúcuta em 6 de maio de 1821, que desenvolveu um projeto de Constituição submetido a análise, sem conseguir atenção.
A Convenção de Ocaña era basicamente um confronto entre as ideias de ambos os heróis. Os projetos discutidos foram controversos, centralismo e federalismo, entre outros. Santander teve de ceder para manter a unidade da nação, o ponto sobre a necessidade de mudar a Constituição de Cúcuta, como essa não poderia ser reformada dentro de dez anos.
José María del Castillo y Rada foi escolhido como presidente e Andres Narvarte como vice-presidente da Convenção. Por fim, essa não pode terminar como o planejado porque os seguidores de Bolívar se retiraram. Bolívar assumiu a ditadura em um esforço desesperado para manter uma unidade que já havia sido prejudicada e inaugurou um período ditatorial.

### Panamá se une à Grã-Colômbia
As circunstâncias das forças militares espanholas serem confinadas às províncias da América do Sul, permitiu ao Panamá alcançar sozinho a sua independência da Espanha em 28 de novembro de 1821. Os endinheirados comerciantes panamenhos gratificaram com dinheiro os oficiais espanhóis. Este procedimento foi favorecido por que a frente do governo do istmo, se encontrava o general crioulo panamenho José de Fábrega, que se uniu ao movimento de emancipação.
Poucos dias antes de ser proclamada a independência do Panamá veio ao istmo, uma missão enviada pelo general Agustín de Iturbide para conseguir que o Panamá se juntasse ao nascente Estado Mexicano, como haviam feito os países da América Central. Também após alcançada a emancipação, alguns heróis deles, como o bispo da cidade, defendiam uma união ao Peru, sem embargo prevaleceu a opinião da união a Grã-Colômbia. Na mesma declaração de independência, o Panamá assinala sua intenção soberana e voluntária de se aderir a Colômbia.
Ao saber Bolívar da independência do Panamá, enviou ao coronel José de Fábrega a conhecida mensagem, em que se lê: "A Declaração de Independência do Panamá, é o monumento mais glorioso que pode oferecer a história nenhuma província americana. Tudo está lá consultado, justiça, generosidade, política e interesse geral".
Na época da independência do Panamá, a constituição de Cucuta tinha dois meses e três semanas para ser promulgada, mas essa carta não foi agradável para os heróis e líderes do Panamá, que eram empresários ligados ao trânsito e tráfego internacional. Anglófilos, por razões comerciais, professavam o liberalismo manchesteriano e eram, portanto, partidários do abstencionismo estatal, do livre comércio y de uma economia essencialmente comercial. Eles acreditavam que o istmo augurou um grande futuro que se manifestaria assim que uma via ferroviária trans-ístmica fosse construída. Assim, os administradores panamenhos de independência da Espanha optaram pela ligação ao governo colombiano, mas sob o entendimento de que, nesse, o Panamá iria manter a autonomia econômica e política. Esse entendimento não seria prorrogado para os ideólogos da capital Bogotá, o que resultaria no movimento panamenho para o estabelecimento do federalismo e as inúmeras tentativas separação da Grã-Colômbia e de seus estados sucessores.

## Posterioridade
A dissolução da Grã-Colômbia representava o fracasso da visão de Bolívar. O antigo Departamento de Cundinamarca (conforme estabelecido em 1819 em Angostura) tornou-se um novo país, a República de Nova Granada. Em 1858, Nova Granada foi substituída pela Confederação Granadina, mais tarde, em 1863, a Confederação Granadina mudou seu nome oficialmente para Estados Unidos da Colômbia, e em 1886, adotou o seu nome atual: República da Colômbia. O Panamá, que voluntariamente se tornou parte da Grã-Colômbia em 1821, continuou a ser um departamento da República da Colômbia até 1903, quando, em grande parte como consequência da Guerra Mil Dias de 1899-1902, que se tornou independente sob pressão dos EUA. Os Estados Unidos queriam direitos territoriais no futuro da Zona do Canal do Panamá, que a Colômbia havia recusado.
Com exceção do Panamá (que, como mencionado, conseguiu a independência, sete décadas depois), os países que foram criados têm bandeiras semelhantes, que lembram a bandeira da Grã-Colômbia:
| Colômbia | Equador | Venezuela |  |
| Colômbia | Equador | Venezuela |  |

(Veja Províncias Unidas da América Central, países nórdicos e nacionalismo árabe para mais exemplos de regiões com nações que possuem bandeiras semelhantes por causa de conexões históricas.)

## Governo e política
A organização política da Grã-Colômbia finalmente foi traçada no Congresso de Cúcuta (1821). A reunião designou como capital a cidade de Bogotá, enquanto Caracas e Quito, serviriam como sede dos tribunais superiores do distrito judicial em que a república foi dividida.
Constitucionalmente, o governo foi caracterizado por um forte executivo, na pessoa do Presidente da República, e vice-presidentes regionais que agiriam em nome do Presidente, em sua ausência. Ambos os postos eram nomeados por um colégio eleitoral nomeados pelas assembleias provinciais.
O poder legislativo residia no Congresso Nacional, composto por duas câmaras: o Senado e dos Representantes. Nesse Congresso haveria sessões uma vez ao ano e seus membros, com um período de 8 anos para o Senado e de 4 para a dos Representantes, eram eleitos pelas três assembleias regionais do país. Cada departamento enviava ao Congresso um total de 4 senadores. O número de deputados a serem escolhidos pelas províncias estava em proporção a sua respectiva população, de tal modo que se contava um representante por 30 mil habitantes. Para a administração do Departamento se contava com os Intendentes, nomeados pelo Presidente, e que por sua vez designavam os Governadores de cada província. Todos esses cargos eram ocupados por um período de três anos.
Enquanto isso, o poder executivo foi dividido em quatro seções: a de Negócios Estrangeiros, do Interior, de Finanças e Alfândegas, e da Guerra e Marinha.
Durante o governo de Simon Bolívar declarou as riquezas nacionais patrimônio do solo e subsolo e a nacionalizou as minas, com sua famosa declaração: "As minas de qualquer espécie correspondem à República", definindo os antecedentes das futuras nacionalizações e expropriações na América Latina, decretou a educação gratuita para as crianças; e por falta de escolas, ordenou que as igrejas, em suas horas de repouso das homilias, se convertessem em salas de aula, decretou uma reforma agrária contra os latifúndios, com a repartição das melhores terras para aqueles que nelas trabalhavam, isto é, em sua maioria trabalhadores rurais, camponeses necessitados e indígenas, proibiu o pagamento em espécie e ordenou o salário em dinheiro para empregados e trabalhadores, ordenou a emissão de licenças para importação para proteger a indústria nacional de muitas importações, cuidou de regular a taxa de juros, proibiu o endividamento com o Banco Internacional, decretou o controle cambial, controle de preços, e o fortalecimento do sistema monetário, também ordenou a distribuição de terras para os oficiais e soldados do exército libertador esse projeto não alcançou os resultados esperados, como as tropas receberam vales ao invés de terras e foram obrigados a vende-las (a um preço desvalorizado), que apoiou o crescimento de grandes propriedades e o surgimento de altos oficiais militares e latifundiários. Da mesma forma, nenhum progresso foi feito para melhorar a situação das grandes massas de indígenas e povos nativos.

### Diretrizes da Constituição Nacional
O Congresso eleito em Angostura se reuniu novamente, dessa vez na Villa del Rosario, Cúcuta, no início de 1821.
Após a Batalha de Carabobo, em 24 de junho de 1821, ocorreu oficialmente a independência da Venezuela, e depois da libertação de Caracas, Cartagena, Popayán e Santa Marta, em 18 de julho foram retomadas com maior ímpeto o trabalho constitucional em Cúcuta para incluir regiões recém-emancipadas.
Em 30 de agosto de 1821 foi decretada a Constituição de Cúcuta, sendo emitida em 12 de julho. Essa tem sido considerada como a primeira Constituição da Colômbia, que esteve em vigor na Grã-Colômbia até sua dissolução em 1831. O documento consiste em 10 capítulos e 191 artigos:
- Promulgou a libertação gradual da escravidão: os filhos de pais escravos estariam livres ao atingirem os 21 anos de idade, e criou um fundo para garantir que os escravos que fossem sendo libertados tivessem meios para sobreviver. O fundo coletado possuía porcentagens que variavam de 0,15% a 10% das propriedades. Isso aconteceu 42 anos antes da abolição da escravidão nos Estados Unidos. (Veja Ventre Livre e Abolicionismo).
- Promulgou o direito à plena liberdade de expressão.
- Acabou com a Inquisição e fez reformas em relativa aos bispos, arcebispos e algumas propriedades da Igreja.
- O Governo da Colômbia foi declarado popular e representativo.
- Ordenou que o Congresso dividisse o território da República em seis ou mais departamentos, para tornar mais fácil e conveniente a administração.
- Cada paróquia teria uma Assembleia que se reuniria a cada quatro anos, o último domingo do mês de julho. Os membros dessas Assembleias designariam os eleitores dos cantões, que deviam ter mais de vinte e cinco anos no mercado imobiliário possuir mais de quinhentas piastras ou trezentos de renda.
- Essas serviriam como Assembleias provinciais de eleitores que quisessem se reunir a cada quatro anos, no primeiro de outubro para eleger o presidente e vice-presidente, o senador do Departamento e o representante ou os representantes da província. Esses funcionários exerceriam suas funções durante quatro anos.
- Podiam votar os maiores de vinte um anos que soubessem ler e escrever e possuíssem cem piastras.
- O Congresso seria formado por duas câmaras: a do Senado e dos Representantes. Os senadores seriam nomeados por um período de oito anos e os representantes por um período de quatro anos.
- Para ser um senador era exigido ter trinta anos, ser crioulo de nascimento, possuir bens em imóveis no valor de quatro mil piastras ou uma renda anual de quinhentas piastras, exercer uma profissão liberal, e em caso de ser estrangeiro, estar doze anos entalecidos no país e possuir bens no valor de dez e seis mil piastras.
- Se elegeriam quatro senadores por Departamento: dois por oito anos e dois por quatro.
- A Câmara dos representantes se composta dos deputados eleitos na proporção de um por cada 30 mil habitantes. Quando os representantes chegaram a cem, se elegia um deputado por cada 40 mil habitantes e até por cada 50 mil, tendo em vista que a Câmara está integrada por cento e cinquenta deputados.
- Para ser deputado era necessário ter vinte e cinco anos e propriedades no valor de duas mil piastras ou quinhentas piastras de renda, ou ser um professor. Tinha que ter residido dois anos antes das eleições, ou oito no caso de não haver nascido na Colômbia, e esses, também, tinham que ter bens no valor de 10 mil piastras.
- A Câmara de Representantes teria o poder exclusivo de se pronunciar ante ao Senado, ao presidente, ao vice-presidente da República e aos ministros da Alta Corte de Justiça.
- Para ambas as Câmaras dispõem a Constituição que as sessões sejam públicas; que os principais funcionários públicos estão excluídos das funções legislativas; que os seus membros gozam de imunidade enquanto durarem as suas funções e recebendo um salário.
- O Poder Executivo está constituído por um presidente e um vice-presidente, eleitos por quatro anos, que não podiam ser reelegidos e que, em caso de morte, são substituídos pelo presidente do Senado. O presidente teria um salário de trinta mil piastras por ano, e o vice-presidente, de dezesseis mil.
- Cada departamento estava administrado por um Intendente nomeado pelo presidente e um Governador que estava sob as ordens de um intendente.
- Estabeleceu os cargos de ministros, conselhos, tribunal supremo e regula cada um dos cargos.
- O Congresso elegeu por votação como presidente da República Simón Bolívar e como vice-presidente Francisco de Paula Santander, mas como Bolívar estava ausente Santander toma a Presidência e Nariño a vice-presidência.

Em 24 de maio de 1822, Quito selou sua independência na Batalha de Pichincha; e em 9 de dezembro de 1824 se culminou a do Peru (hoje Peru e Bolívia) na Batalha de Ayacucho. Peru e Bolívia nunca se tornaram parte da Grã-Colômbia, mas eles compartilham com o Equador, Venezuela e Colômbia o título de países bolivarianos por serem repúblicas libertadas por Simon Bolívar que mereceu o título de Libertador e ser considerado o primeiro presidente oficial na maioria deles.

### Presidentes da República (1819-1831)
| Imagem | Presidente                   | Período                                         | Tipo de posse          | Ocupação                               |
| ------ | ---------------------------- | ----------------------------------------------- | ---------------------- | -------------------------------------- |
|        | Simón Bolívar                | 7 de dezembro de 1819 - 4 de maio de 1830       | Eleições indiretas     | General militar                        |
|        | Francisco de Paula Santander | 7 de dezembro de 1819 - 20 de fevereiro de 1827 | Presidente encarregado | Assessor jurídico e militar            |
|        | Domingo Caycedo              | 4 de maio de 1830 - 13 de junho de 1830         | Presidente interino    | Militar e político                     |
|        | Joaquín Mosquera             | 13 de junho de 1830 - 5 de setembro de 1830     | Eleições indiretas     | Jurista, militar, estadista e político |
|        | Rafael Urdaneta              | 5 de setembro de 1830 - 3 de maio de 1831       | Presidente interino    | Militar e político                     |
|        | Domingo Caycedo              | 3 de maio de 1831 - 21 de novembro de 1831      | Eleições indiretas     | Militar e político                     |

### Forças armadas
A Grã-Colômbia teve em meados da década de 1820 com um exército de 25 a 30 mil homens, dos quais cerca de metade eram tropas regulares e outras milícias. A qualidade dos soldados colombianos variava: de veteranos com anos de serviço nas unidades de elite como o Batalhão Voltígeros, o Batalhão de Rifles, o Bravos de Apure, o Batalhão Albion; a unidades mau aparelhadas e mal treinadas envolvidas em tarefas como milícias e guerrilhas.
A marinha contava com uma variedade de embarcações, incluindo vários navios de mais de 60 canhões, fragatas de 44 canhões, e várias unidades menores. A marinha se concentrou na baia de Cartagena em 1825, realizando exercícios como preparativo para uma invasão planejada, em Cuba e Porto Rico, que ao final não se realizou. Ao começar uma a guerra com Peru, a marinha se encontrava em grande parte no Mar do Caribe.
A Grã-Colômbia foi em grande parte um país altamente militarizado, as suas forças armadas ocuparam um papel importante tanto na república como na política. Especialmente nos seus últimos anos, quando o Libertador retornou do Peru, cresceu o militarismo bolivariano na tentativa de conter a crescente popularidade do santanderistas liberais e movimentos separatistas na Venezuela e no Equador. Essas diferenças políticas cresceriam até Bolívar proclamar a sua ditadura.
Bolívar era partidário de umas forças armadas permanentes e em pé de guerra que poderiam manter a paz interna mediante a coerção, resguardar a soberania da nação e permitir a Colômbia desempenhar um papel de importância na política americana. Santander, ao contrário, queria uma redução das forças para diminuir tanto os seus postos como sua participação política.

### Organização territorial
| Organização territorial da Grã Colombia | Organização territorial da Grã Colombia | Organização territorial da Grã Colombia | Organização territorial da Grã Colombia | Organização territorial da Grã Colombia | Organização territorial da Grã Colombia |
| Panorama geral                          | Panorama geral                          | Descrição e divisão correspondente |                                         |                                         |                                         |
| --------------------------------------- | --------------------------------------- | --- | --------------------------------------- | --------------------------------------- | --------------------------------------- |
|                                         |                                         | República da Colombia (1819—1824) A lei emitida em 17 de dezembro de 1819 determinou que a República da (Grã) Colombia seria dividida em três grandes departamentos: Venezuela, com capital em Caracas; Cundinamarca (ou Nova Granada), com capital em Bogotá; e Quito, com capital na cidade de mesmo nome, ainda que este último estava sob o poder das forças espanholas. Posteriormente, em 1822, se uniu ao país o que hoje é o Equador, incluindo a Província Livre de Guayaquil, pelo qual o governo planejou, para uma melhor administração dos recursos da nova nação, dividir estes três grandes departamentos. |                                         |                                         |                                         |
|                                         |                                         | |                                         |                                         |                                         |
|                                         |                                         | República da Colombia (1824—1830) A lei sobre divisião territorial da República da Colombia decretada em 25 de junho de 1824 dividiu o território da seguinte maneira, de maior para menor hierarquia administrativa: 3 distritos (Venezuela -ou Norte-, Nova Granada -ou Centro-, e Quito -ou Sur-), 12 departamentos, 37 províncias e 193 cantões. A região da Venezuela era composta de 4 departamentos: Apure, Orinoco, Venezuela e Zulia, e 12 províncias no total; a região de Nova Granada, de 5 departamentos: Boyacá, Cauca, Cundinamarca, Istmo e Magdalena, e 17 províncias; e a região de Quito, de 3 departamentos: Quito, Guayaquil e Azuay, com 8 províncias. \| Distrito de Venezuela \| Distrito de Nova Granada \| Distrito de Quito \| \| --------------------- \| ------------------------ \| ----------------- \| \| Apure \| Boyacá \| Azuay \| \| Orinoco \| Cauca \| Guayaquil \| \| Venezuela \| Cundinamarca \| Quito \| \| Zulia \| Istmo (Panamá) \| \| \| \| Magdalena \| \| |                                         |                                         |                                         |
| Distrito de Venezuela                   | Distrito de Nova Granada                | Distrito de Quito |                                         |                                         |                                         |
| Apure                                   | Boyacá                                  | Azuay |                                         |                                         |                                         |
| Orinoco                                 | Cauca                                   | Guayaquil |                                         |                                         |                                         |
| Venezuela                               | Cundinamarca                            | Quito |                                         |                                         |                                         |
| Zulia                                   | Istmo (Panamá)                          | |                                         |                                         |                                         |
|                                         | Magdalena                               | |                                         |                                         |                                         |

## Geografia
O país possuía um vasto território, ocupando a maior parte da região norte da América do Sul. De leste a oeste corria desde o Rio Essequibo e do Oceano Atlântico para o Istmo do Panamá e o Oceano Pacífico. De norte a sul, que compreende um grande terreno localizado entre o Mar do Caribe e do Rio Amazonas. Cobrindo uma área total de mais de 2,5 milhões de quilômetros quadrados.

### Relevo

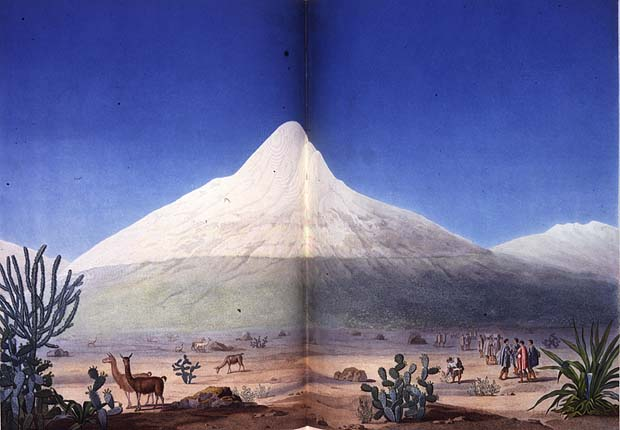
Vulcão Chimborazo, o pico mais alto da Grã-Colômbia, de acordo com o desenho feito por Aimé Bonpland e Alexander von Humboldt durante sua turnê da América Latina.

O aspecto mais característico do país foi definitivamente os altos Andes. Esta cadeia montanhosa ocupava a metade ocidental do país, entrando no Distrito del Sur, então se dividindo em três ramos, ao entrarem no Distrito del Centro e, finalmente, curvando-se para em seguida, penetrar no território do Distrito del Norte.
Os picos mais altos da Grã-Colômbia foram encontrados perto do equador , uma série deles localizados no Distrito del Sur. A montanha mais alta foi a de Chimborazo (6 310 m), seguida da Cotopaxi (5 897 m), Cayambe (5 790 m), Sierra Nevada de Santa Marta (5 775 m), Antisana (5 758 m) e Nevado del Huila (5 750 m). Vale ressaltar que todas esses picos são vulcões (ambos extintos e ativos), exceto para a Sierra Nevada de Santa Marta.
Cerca de um terço do país pertenciam às planícies do Orinoco, uma vasta pastagem do savana coberta adequada para a pecuária e agricultura, e regada por numerosos rios. A parcela remanescente do território era ocupada pela grande planície do Amazonas, inexplorada e repleta de grandes rios.

### Hidrografia

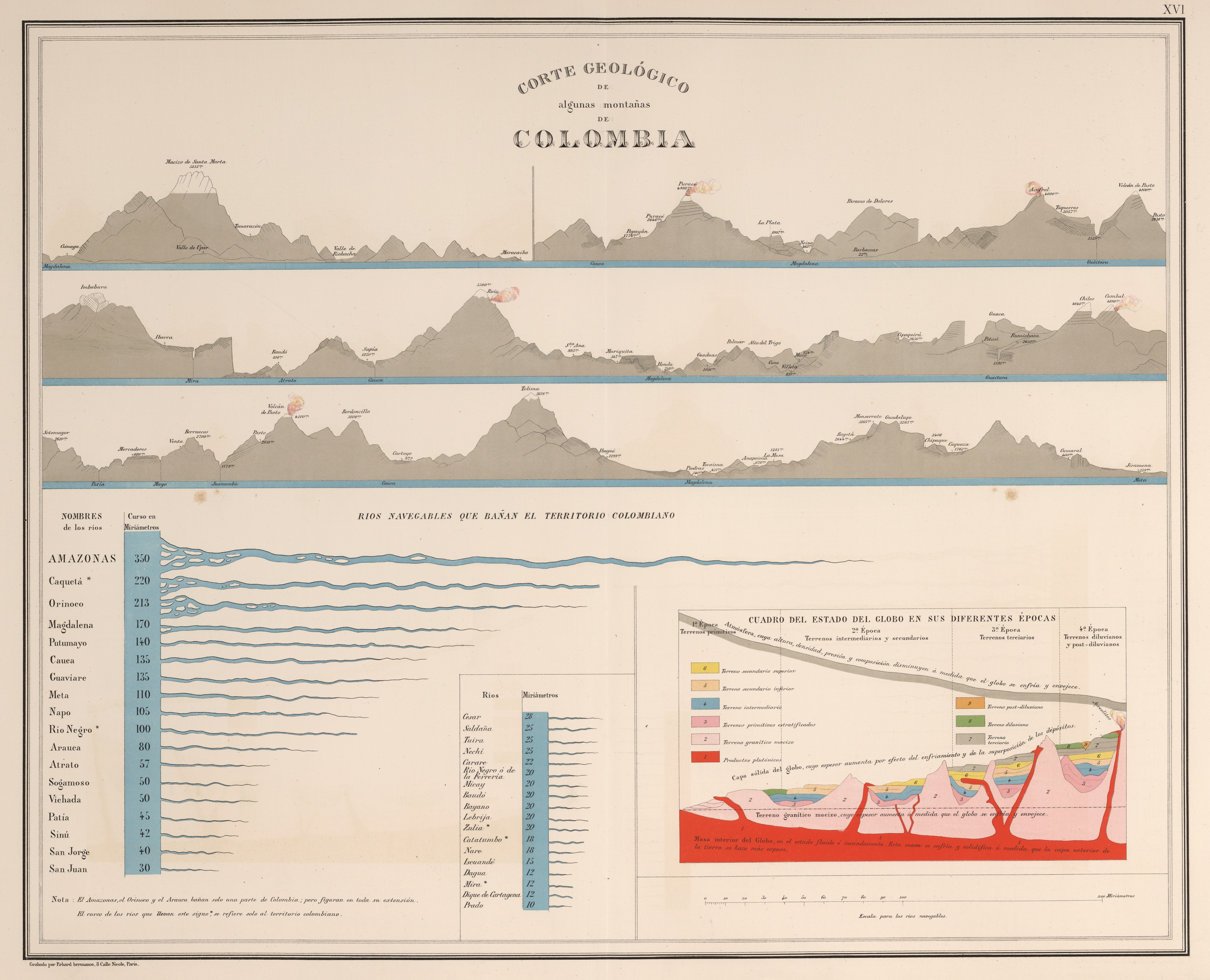
Corte geológico, ortográfico e rios navegáveis de Nova Granada (Colômbia)

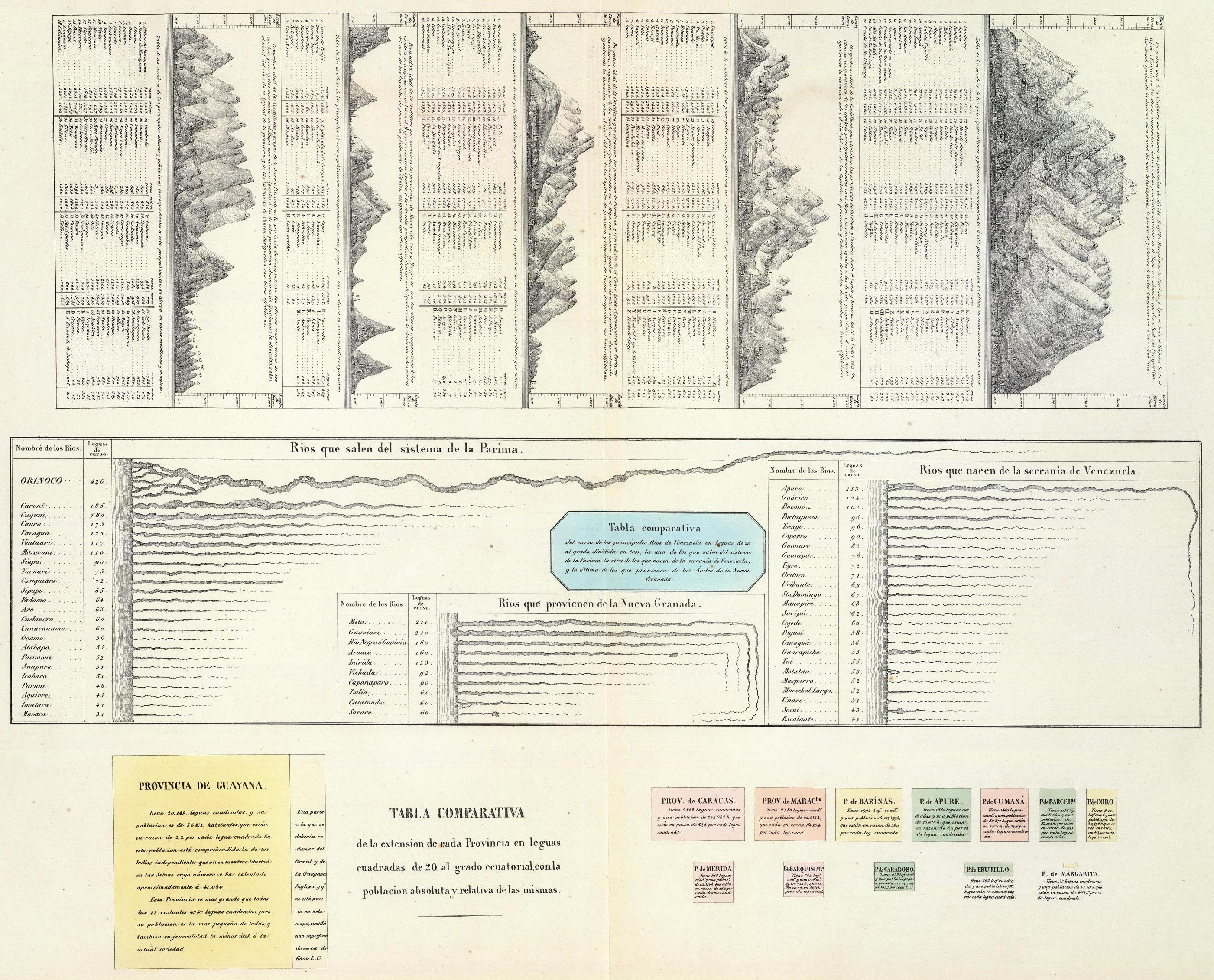
Corte geológico, ortográfico e rios navegáveis da Venezuela.

#### Rios
Três grandes rios corriam pelo território da Grã-Colômbia: o Magdalena, com o seu principal afluente, o Cauca que deságua no Caribe; o Orinoco, onde o poderoso rio que flui pelos rios Meta e Guaviare; e o Amazonas, ao qual afluem os rios Napo, o Putumayo e Caquetá. Outros rios importantes foram o Atrato, a Guayaquil e Guarapiche.
Desses serviam como importantes vias fluviais, o rio Magdalena e o Orinoco, pelos quais entravam os produtos importados no país.

#### Lagos e baías
Devido à sua área de terra e ter costas em dois oceanos, a Grande Colômbia teve inúmeras baías, golfos e estuários servir como um ajuste natural para os portos. Os mais importantes foram a costa do Pacífico de Guayaquil ao sul; o Choco ou Buenaventura, ao centro; e do Panamá ao norte. Na costa atlântica possuía os golfos Darien, Maracaibo, Cariaco e o Paria.
O Entre Lagos País destacou dois Lago de Maracaibo, uma enorme massa de água que estava ligado ao golfo de mesmo nome e onde ocorreu uma das mais importantes batalhas pela independência; e o Lago Valencia, o corpo de água embutida na cordilheira costeira da Venezuela.  Em todo o país havia outros espelhos de água importantes como os pântanos de Santa Marta e de Zapatosa.

### Clima
O clima da Grã-Colômbia não foi afetada pela latitude do país contra o Equador, mas por causa da topografia e da estação das chuvas, o que deu origem a duas estações comumente chamadas de inverno e verão. De todas as áreas que compõem a república, a mais quente e secas era a da Guayana, a planície norte da Nova Granada e da costa do Pacífico nas proximidades de Guayaquil. 16 As regiões mais chuvosos eram as mais próxima dos Andes, especialmente o sul e leste, onde nasceram os principais afluentes do Rio Amazonas.
Os vales entre as cordilheiras apreciava um clima ameno e durante a maior parte do ano, enquanto as áreas próximas as costas tinham um clima bastante quente. Em terrenos mais altos, até mesmo gelo de neve poderia ser encontrado, apesar de terem sido nos trópicos perto do equador, como no Distrito Sul. A mesma localização geográfica de cadeias e de montanhas tornava bem diversificada a vegetação e fertilidade do solo era imensa, por isso o país tinha todo tipo de produtos agrícolas.

## Demografia
Os habitantes da Grã-Colômbia eram multiétnicos. Havia espanhóis, índios, mulatos, negros, mestiços e cafuzos. A população em geral era distribuída de uma forma muito heterogênea, por isso, enquanto o norte do país, era habitado principalmente por espanhóis e mestiços, o Sul era habitado por um grande número de índios. Isso porque grande parte da população nativa na região norte foi exterminada durante as incursões europeus feitas durante a época da conquista espanhola, enquanto que em regiões mais ao sul reservas e missões foram estabelecidas por ordens religiosas mantidos em muito de seu número original. Em si, a população era altamente estratificada, espanhol e brancos estavam em geral no topo, seguido por índios, negros e outras misturas de raças.
De acordo com estimativas de 1822, a população da Grã-Colômbia era distribuída em seus Departamentos da seguinte maneira:
| N.°   | Departamento ou província | População |
| ----- | ------------------------- | --------- |
| 1     | Orinoco                   | 174 000   |
| 1.1   | Cumaná                    | 70 000    |
| 1.2   | Barcelona                 | 44 000    |
| 1.3   | Guyana                    | 45 000    |
| 1.4   | Margarita                 | 15 000    |
| 2     | Venezuela                 | 430 000   |
| 2.1   | Caracas                   | 350 000   |
| 2.2   | Barinas                   | 80 000    |
| 3     | Zulia                     | 162 100   |
| 3.1   | Coro                      | 30 000    |
| 3.2   | Trujillo                  | 33 400    |
| 3.3   | Mérida                    | 50 000    |
| 3.4   | Maracaibo                 | 48 700    |
| 4     | Boyacá                    | 444 000   |
| 4.1   | Tunja                     | 200 000   |
| 4.2   | Socorro                   | 150 000   |
| 4.3   | Pamplona                  | 75 000    |
| 4.4   | Casanare                  | 19 000    |
| 5     | Cundinamarca              | 371 000   |
| 5.1   | Bogotá                    | 172 000   |
| 5.2   | Antioquia                 | 104 000   |
| 5.3   | Mariquita                 | 45 000    |
| 5.4   | Neiva                     | 50 000    |
| 6     | Cauca                     | 193 000   |
| 6.1   | Popayán                   | 171 000   |
| 6.2   | Chocó                     | 22 000    |
| 7     | Magdalena                 | 239 000   |
| 7.1   | Cartagena                 | 170 000   |
| 7.2   | Santa Marta               | 62 000    |
| 7.3   | Riohacha                  | 7 000     |
| 8     | Quito                     | 550 000   |
| 8.1   | Quito                     | 230 000   |
| 8.2   | Quixos & Macas            | 35 000    |
| 8.3   | Cuenca                    | 78 000    |
| 8.4   | Jáen de Bracamoros        | 13 000    |
| 8.5   | Maynas                    | 56 000    |
| 8.6   | Loja                      | 48 000    |
| 8.7   | Guayaquil                 | 90 000    |
| 9     | Panamá                    | 80 000    |
| 9.1   | Panamá                    | 50 000    |
| 9.2   | Veragua                   | 30 000    |
| Total | Grã-Colômbia              | 2 463 000 |

A população escrava no país havia ultrapassado os 70 000, em 1823. A população indígena, por sua vez, é estimado entre 400 mil e 500 mil distribuídos em todo o país. As tribos das quais se tinham registro escritos erma os Chaimas, Pariagotos, Guaraones, Guayquerías, Guaguas, Cumanagotos, Caribes, Guajiros, Salivas, Guamos, Muiscas e Muzos.
O censo de 1825 fornece os seguintes resultados por demografia distritais:
|       | Distrito Judicial     | Homens livres | Escravos | Indígenas | População total |
| ----- | --------------------- | ------------- | -------- | --------- | --------------- |
|       | Norte (Venezuela)     | 609 545       | 50 088   | 26 579    | 686 212         |
|       | Centro (Nova Granada) | 1 182 500     | 45 830   | 144 771   | 1 373 110       |
|       | Sul (Equador)         | 485 021       | 6 975    | 52 481    | 524 477         |
| Total | Grã-Colômbia          | 2 227 066     | 102 902  | 203 831   | 2 583 799       |

### Principais cidades
As principais cidades da Grã-Colômbia, aproximadamente em 1821, eram:
- Bogotá: sede do governo republicano, sua população era estimada em 65 mil habitantes.
- Caracas: contava em 1802 com 42 mil habitantes, até ocorrer o terremoto de 1812 que custou a vida 12 mil deles. Para 1822 contava com apenas 6 mil pessoas.
- San Francisco de Quito: localizada praticamente na Linha do Equador, contava com 50 mil habitantes.
- Mompós: contava com 8 mil habitantes.
- Pamplona: contava com 7 mil habitantes.
- Cartagena de Indias: se estimava sua população em 24 mil pessoas.
- Portobelo: localizada na costa norte do istmo do Panamá, contava com apenas 300 pessoas.
- Panamá: porto localizado no istmo do Panamá no lado do Pacífico, se estimava sua população em 12 mil habitantes.
- Guayaquil: localizada sobre o Oceano Pacífico, contava com 15 mil habitantes.
- Maracaibo: localizada na saída do lago de mesmo nome, contava com 25 mil pessoas.
- Cumaná: sua população era estimada em 18 mil habitantes, a maioria dedicados a pesca e navegação
- Puerto Cabello: com 15 mil habitantes, porto dedicado ao comércio, a navegação e o contrabando.
- Popayán: centro religioso localizado nos Andes, contava com 25 mil pessoas.
- Angostura: situada sobre o Orinoco, sua população estimada era de 7 mil habitantes.
- Santiago de Cali: localizada na região sul da província de Cauca, tinha uma população de 15 mil a 20 mil habitantes.
- Tunja: capital de Boyacá, tinha uma população de 14 mil habitantes.
- Medellín: localizada no Vale de Aburrá, tinha uma população de 4 mil pessoas.
- Santa Marta: no litoral do caribe, tinha 25 mil pessoas.

## Economia

### Produtos
O solo do país, devido a sua fertilidade, permitia o plantio de uma grande variedade de culturas, desde aquelas de clima temperado até os de clima mais quente. E por isso que a principal atividade econômica dos moradores da Grã-Colômbia era a agricultura.
Os produtos que se originavam no país eram o cacau, cana de açúcar, café, algodão, anil, tabaco, milho, trigo, baunilha, tâmaras, uvas passas, frutas, hortaliças, tintas, madeiras, quinina e várias tipos de plantas medicinais. De produtos de origem animal, se produziam carnes e couro, que eram obtidos nas planícies de Orinoco. Quanto minerais e pedras preciosas, no país se produzia ouro, prata, platina, cobre, esmeraldas, pérolas, etc.

### Comércio
Os principais artigos de exportação eram o cacau, anil, tabaco, café e gado, sendo grande parte deles transportados para a Europa (principalmente Grã-Bretanha e França), Estados Unidos e Peru. Os de importação, eram artigos como vinhos, sedas, tecidos, telas, ou produtos de consumo como farinha, pão, sal, carne, sabão, gordura de baleia, velas, sais, móveis, etc.
O comércio desses produtos eram realizados pelos rios Orinoco, Magdalena, Chagres e Atrato, assim como pelos portos marítimos de Cartagena de Indias, Portobelo, Guayaquil, La Guaira, Maracaibo e Riohacha até as ilhas caribenhas de Trinidad, Curaçao, Jamaica entre outras, de onde partiam até seus destinos finais na Europa e América do Norte.

### Finanças e contas públicas
Devido a guerra de independência as finanças do país estavam em seu pior momento. A dívida interna foi estimada em cerca de 12 ou 14 milhões de piastras, enquanto que a externa em 16 milhões da mesma moeda, ao qual compreendia o empréstimo de 10 milhões negociado por Francisco Antonio Zea em Londres.
As receitas e despesas do Estado não estavam muito bem definidos, pelo que se calculava, as entradas em torno de 3 milhões de piastras por ano. Eles provinham tanto dos monopólios dos quais o Estado se havia apropriado sobre o sal, o tabaco e em parte sobre o ouro, como de produtos alfandegários e de um imposto chamado de "donativo gratuito"; também se originavam dos empréstimos forçados, contribuições sobre as propriedades, bens confiscados, benefícios vagos, etc. Os gastos pendentes, tal como se encontravam expostos nos cálculos oficiais, alcançavam um montante de 17 milhões de piastras, dos quais 10 milhões estavam destinados ao exército em terra e 4 milhões a marinha.

## Cultura

### Educação
Por meio de um decreto do Congresso se declarou a emancipação dos escravos no país. Esse ato legislativo proclamou que todo escravo nascido depois de 20 de julho de 1821 estaria livre por direito aos 18 anos de idade, no que se chamava libertad de vientres (ventre livre).
O governo grã-colombiano fazia um grande esforço para proporcionar o acesso à educação pública. Para atingir esse objetivo, várias leis (a serem emitidas em julho para agosto de 1821) para a escola de primeiras letras, colégios e escolas para meninas, e algumas delas foram introduzidas no ensino mútuo seguindo os métodos de Lancaster.  Alguns não foram totalmente liberados das regras monásticas. Entre seus muitos artigos, definidos da seguinte forma:
- Devia se construir estabelecimentos de educação pública da seguinte forma: escolas em cidades com mais de 100 vizinhos e escolas nas capitais provinciais. A educação básica era obrigatória dos 6 aos 12 anos;
- Parte da receita das ações deverá ser alocada ao fornecimento das instalações. Os salários dos professores devem ser assinados pelo governador da província, e pagos pelo respectivo chefe da população;
- A educação básica consistia em ensinar a ler, a escrever, ortografia, aritmética, dogmas da religião cristã e os direitos e deveres do homem;
- O ensino secundário teria as cátedras da gramática espanhola e latina, filosofia, conceitos de cálculo avançado, direito civil, cânone e natural, e teologia dogmática. Sempre que possível, as escolas devem ensinar princípios de agricultura, comércio, mineração e ciência militar;
- A educação das meninas e jovens, por sua vez, deviam ser dadas nos conventos e centros religiosos.

### Religião
A religião católica era a predominante e a que estava reconhecida pelo Estado. O clero gozava de seus antigos privilégios; sem embargo os conventos foram reduzidos em 1821 e seus rendimentos alocados para a educação pública, com o propósito de difundir as ciências e de familiarizar aos habitantes da nação com os conhecimentos políticos do momento.